# Telma Monteiro

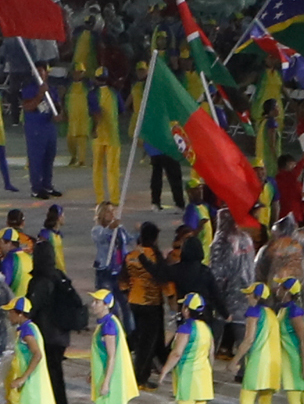
Bronzemedaillen-Gewinnerin Telma Monteiro mit der Flagge Portugals bei der Abschlussfeier der Olympischen Spiele 2016 in Rio de Janeiro

Telma Alexandra Pinto Monteiro (* 27. Dezember 1985 in Almada, Portugal) ist eine portugiesische Judoka und mehrfache Europameisterin in der Gewichtsklasse bis zu 57 kg.
Ab Juli 2007 war sie bei Benfica Lissabon unter Vertrag. Ende 2024 erklärte sie ihren Rücktritt vom Hochleistungssport.

## Erfolge/Titel

### Olympische Spiele
- 2008: 9. Platz
- 2016: 3. Platz

### Weltmeisterschaften
- 2004: 3. Platz (Junioren)
- 2005: 3. Platz
- 2007: 2. Platz
- 2009: 2. Platz
- 2010: 2. Platz
- 2014: 2. Platz

### Europaspiele
- 2015: 1. Platz
- 2019: 3. Platz

### Europameisterschaften
- 2003: 3. Platz (Junioren)
- 2004: 3. Platz
- 2004: 1. Platz (Junioren)
- 2005: 3. Platz
- 2005: 1. Platz (Junioren)
- 2005: 2. Platz (U-23)
- 2006: 1. Platz
- 2006: 1. Platz (U-23)
- 2007: 1. Platz
- 2009: 1. Platz
- 2010: 3. Platz
- 2011: 2. Platz
- 2012: 1. Platz
- 2013: 3. Platz
- 2014: 3. Platz
- 2018: 3. Platz
- 2020: 2. Platz
- 2021: 1. Platz

### Portugiesische Meisterschaften
- 2002: 1. Platz (Junioren)
- 2003: 1. Platz (Junioren)
- 2003: 1. Platz
- 2005: 1. Platz
- 2006: 1. Platz
- 2010: 1. Platz

### Auszeichnungen
- 2006: Nr. 1 der Weltrangliste in der Gewichtsklasse – 52 kg
- 2012 und 2015: Auszeichnung mit dem Globo de Ouro als Beste Sportlerin[2]

## Sonstiges
Während der Eröffnungsfeier der Olympischen Sommerspiele 2020 war sie gemeinsam mit dem Leichtathleten Nelson Évora die Fahnenträgerin ihrer Nation.